# Göztepe Gençlik ve Spor Kulübü
El Göztepe Gençlik ve Spor Kulübü, o simplement Göztepe, és un club esportiu turc, destacat en futbol, de la ciutat d'Esmirna, al barri de Güzelyalı.

## Història
Va ser fundat el 14 de juny de 1925. La seva denominació històrica ha estat Göztepe Spor Hizmetleri ve Tic. A.Ş., abreujadament Göztepe A.Ş. o Göztepe SHTAŞ.
Va viure la seva època més gloriosa durant els anys 1963-1971 sota el control tècnic de l'entrenador Adnan Suvari. El seu onze de gala d'aquest període era: Ali Artuner, Mehmet "Junior" Işıkal, Cağlayan Derebaşı, Huseyin, Mehmet "Senior" Aydın, Nevzat "English" Guzelırmak, Nihat Yayöz, Ertan Öznur, Fevzi Zevzem, Gürsel Aksel, Halil Kiraz. Fou el primer club turc de futbol que aconseguí arribar a una semifinal d'una competició europea, l'any 1968.
L'any 2002 patí una greu crisi econòmica. Al club de futbol se li prohibí la contractació de nous jugadors, cosa que li provocà quatre descensos de categoria en 5 temporades. L'any 2007 baixà a la 1a divisió amateur d'Esmirna. El 20 d'agost del mateix any el club fou venut al conglomerat empresarial Altinbas Group.
El seu principal rival ciutadà és el Karşıyaka SK. Van arribar a reunir 80.000 espectadors en un partit de Segona Divisió l'any 1981, xifra rècord al món per un partit de segona divisió.

## Trajectòria esportiva
- Primera divisió: 1958-1977, 1978-1980, 1981-1982, 1999-2000, 2001-2003
- Segona divisió: 1977-1978, 1980-1981, 1982-1999, 2000-2001, 2003-2004
- Tercera divisió: 2004-2005
- Quarta divisió: 2005-2007
- Lliga amateur: 2007-

## Palmarès
- Copa turca de futbol (2): 1968-69, 1969-70
- Supercopa de Turquia/Copa President (1): 1969/70
- Campionat turc de futbol (1): 1950
- Lliga d'Esmirna de futbol (5): 1941-42, 1942-43, 1943-44, 1949-50, 1952-53
- Copa TSYD (9)